# Slag om Roermond
De Slag om Roermond was de eerste veldslag die plaatsvond tijdens de Duitse aanval op Nederland in 1940. De Nederlandse troepen wisten enkele uren stand te houden, alvorens een overmacht aan Duitse troepen de verdedigingslinie doorbrak.

## Achtergrond
Hoewel de aanval op Nederland slechts een nevenoperatie was met betrekking to de grote aanval op Frankrijk ("Slag om Frankrijk, dt.: 'Westfeldzug'), werd er toch een forse legermacht naar Nederland gezonden. De Duitsers wilden namelijk niet het risico lopen dat een omvangrijke Britse interventiemacht in Nederland ("British Expeditionary Force") zou landen en vanuit Nederland het Duitse Ruhrgebied zou bedreigen. Bovendien wilde de bevelhebber van de Luftwaffe, Hermann Göring, Nederland bezetten om van daaruit Engeland te bombarderen ("Slag om Engeland" 1940/41).

## Roermond

### Geheime missie
Roermond was voor de Duitse doortocht van groot belang. De stad had namelijk de beschikking over een belangrijke Maasbrug en om deze brug veilig in handen te krijgen, poogden de Duitsers via een undercoveroperatie de brug in te nemen, voordat de Nederlanders deze zouden opblazen. Een groep van vijftien als Nederlandse soldaten vermomde Duitsers kreeg deze taak toegewezen. De groep stond onder leiding van Gefreiter Janovski. Ze kwamen vrij eenvoudig Roermond binnen en om 01:30 uur passeerde de groep de commandopost op de Kapellerlaan in Roermond. Sergeant Oele merkte het groepje op, doordat ze geen rangonderscheidingen dragen. De sergeant sloeg alarm en ging met een groep soldaten de Duitsers achterna. Even verderop probeerden de Duitsers een tweede commandopost te passeren, maar ook hier werden ze opgemerkt. Er ontstond een gevecht, waarbij waarschijnlijk het eerste schot in de strijd tussen Nederland en Duitsland is gelost. Tijdens dit gevecht kregen de Duitsers al snel de overhand en sergeant Oele moest zich met zijn groep overgeven. Op het moment dat de Duitsers de kaarten uit de tas van sergeant Oele wilden graaien, liet een achtergebleven collega enkele bommen in de straat ontploffen. De Duitse soldaten schrokken hiervan en sloegen op de vlucht richting een nabij gelegen kapel. Daar ontdeden ze zich van de Nederlandse uniformen, gingen in de richting van Gebroek en namen daar posities in bij een spoorwegovergang.

### Strijd om de stad
Ondertussen hadden de Nederlandse soldaten hun meerderen geïnformeerd, die besloten de Maasbrug rond 04:00 uur op te blazen. Een kwartier eerder was een Duits regiment de grens bij Roermond overgestoken. Een legermacht van minimaal achthonderd manschappen nam de oostzijde van Roermond snel in en rukte op naar de oevers van de Maas. Vlak voor hun aankomst werd de Maasbrug opgeblazen. De Duitsers trachtten in kleine, rubberen bootjes de Maas over te steken. Ondertussen hadden Nederlandse troepen kazematten aan de westzijde van de Maas betrokken. Vanuit deze kazematten bestookten de Nederlanders de aanstormende Duitse troepenmacht. De Nederlanders hielden enkele uren stand, maar rond 09:00 uur was de weerstand in Roermond gebroken en de Duitsers hadden vrijwel de hele stad onder controle.